# Elecciones regionales de Madre de Dios de 2018
Las elecciones regionales de Madre de Dios de 2018 se llevaron a cabo el 7 de octubre de 2018 para elegir al gobernador regional, al vicegobernador regional y al Consejo Regional para el periodo 2019-2023. Se celebró simultáneamente con elecciones regionales y municipales (provinciales y distritales) en todo el Perú. La segunda vuelta regional se llevó a cabo el 9 de diciembre de 2018.
Durante la primera vuelta, los candidatos Juan Imura Cjuno (Movimiento Regional Fuerza Madre de Dios) y Luis Hidalgo Okimura (Alianza para el Progreso) obtuvieron las dos primeras minorías y pasaron al balotaje. En este, Luis Hidalgo Okimura obtuvo el 59.37% de votos válidos y resultó electo como gobernador regional de Madre de Dios.

## Sistema electoral
El Gobierno Regional de Madre de Dios es el órgano administrativo y de gobierno del departamento de Madre de Dios. Está compuesto por el gobernador regional, el vicegobernador regional y el Consejo Regional.
La votación se realiza en base al sufragio universal, que comprende a todos los ciudadanos nacionales mayores de dieciocho años, empadronados y residentes en el departamento de Madre de Dios y en pleno goce de sus derechos políticos.
El gobernador y vicegobernador regional son elegidos por sufragio directo. Para que un candidato sea proclamado ganador debe obtener no menos de 30 % de votos válidos. En caso ningún candidato logre ese porcentaje en la primera vuelta electoral, los dos candidatos más votados participan en una segunda vuelta o balotaje. No hay reelección inmediata de gobernadores regionales.
El Consejo Regional de Madre de Dios está compuesto por 9 consejeros elegidos por sufragio directo para un período de cuatro (4) años. Cada provincia del departamento de Madre de Dios constituye una circunscripción electoral. La votación es por lista cerrada y bloqueada. Se asigna a la lista ganadora los escaños según el método d'Hondt. La distribución y el número de consejeros regionales es la siguiente:
| Circunscripción  | Escaños | Mapa |
| ---------------- | ------- | ---- |
| Tambopata        | 5       |      |
| Manu y Tahuamanu | 2       |      |

## Composición del Consejo Regional de Madre de Dios
La siguiente tabla muestra la composición del Consejo Regional de Madre de Dios antes de las elecciones.
| Partidos | Partidos                                        | Consejeros |
| -------- | ----------------------------------------------- | ---------- |
|          | Movimiento Independiente Amor por Madre de Dios | 4          |
|          | Democracia Directa                              | 3          |
|          | Movimiento Regional Fuerza por Madre de Dios    | 1          |
|          | Partido Aprista Peruano                         | 1          |

## Partidos y candidatos
A continuación se muestra una lista de los principales partidos y alianzas electorales que participaron en las elecciones:
| Candidatura | Candidatura | Partidos y alianzas                                         | Candidato | Candidato               | Ideología                                                          | Resultado previo | Resultado previo | Ref. |
| Candidatura | Candidatura | Partidos y alianzas                                         | Candidato | Candidato               | Ideología                                                          | Votos (%)        | Con.             | Ref. |
| ----------- | ----------- | ----------------------------------------------------------- | --------- | ----------------------- | ------------------------------------------------------------------ | ---------------- | ---------------- | ---- |
|             | DD          | Lista - Democracia Directa (DD)                             |           | Franz D'Olmos Campos    | Socialismo Nacionalismo de izquierda Ecologismo                    | 29.31%           | 3                |      |
|             | FMDD        | Lista - Movimiento Regional Fuerza por Madre de Dios (FMDD) |           | Juan Imura Cjuno        | Regionalismo madrediosense                                         | 12.95%           | 1                |      |
|             | JP          | Lista - Juntos por el Perú (JP)                             |           | Héctor Mamio Imano      | Socialismo democrático Progresismo                                 | 5.39%            | 0                |      |
|             | UPP         | Lista - Unión por el Perú (UPP)                             |           | Julio Samaniego Monzón  | Etnocacerismo Nacionalismo de izquierda Ultranacionalismo          | 2.60%            | 0                |      |
|             | PPC         | Lista - Partido Popular Cristiano (PPC)                     |           | Marío Villanueva Moreno | Democracia cristiana Conservadurismo social Liberalismo económico  | 1.94%            | 0                |      |
|             | SP          | Lista - Somos Perú (SP)                                     |           | César Chía Dávila       | Democracia cristiana Conservadurismo social                        | Nuevo            | Nuevo            |      |
|             | APP         | Lista - Alianza para el Progreso (APP)                      |           | Luis Hidalgo Okimura    | Liberalismo económico Conservadurismo liberal Populismo de derecha | Nuevo            | Nuevo            |      |
|             | PPS         | Lista - Perú Patria Segura (PPS)                            |           | Freddy Vracko Metzger   | Conservadurismo liberal Liberalismo económico                      | Nuevo            | Nuevo            |      |
|             | PN          | Lista - Perú Nación (PN)                                    |           | Wilian Quispe Layme     | Conservadurismo social Democracia cristiana                        | Nuevo            | Nuevo            |      |
|             | PL          | Lista - Perú Libertario (PL)                                |           | Mayra Hermoza Sovrino   | Socialismo del siglo XXI Marxismo-leninismo Mariateguismo          | Nuevo            | Nuevo            |      |
|             | AvP         | Lista - Avanza País (AvP)                                   |           | Julio Luna Pérez        | Conservadurismo liberal Liberalismo clásico                        | Nuevo            | Nuevo            |      |

## Sondeos de opinión
Las siguientes tablas enumeran las estimaciones de la intención de voto en orden cronológico inverso, mostrando las más recientes primero y utilizando las fechas en las que se realizó el trabajo de campo de la encuesta. Cuando se desconocen las fechas del trabajo de campo, se proporciona la fecha de publicación.
Leyenda:
     Sondeo realizado en el periodo de prohibición legal de la difusión de sondeos de intención de voto.

### Balotaje

#### Intención de voto
La siguiente tabla enumera las estimaciones ponderadas (sin incluir votos en blanco y nulos) de la intención de voto.
|                               |                   |      |      |      |      |  |  |  |  |  |  |
| Elecciones regionales de 2018 | 9 dic 2018        | —    | 59.4 | 40.6 | 18.8 |  |  |  |  |  |  |
|                               |                   |      |      |      |      |  |  |  |  |  |  |
| Maquera Consultores           | 29 nov–1 dic 2018 | 1500 | 41.0 | 58.0 | 17.0 |  |  |  |  |  |  |
| Maquera Consultores           | 14–15 nov 2018    | 1200 | 41.0 | 58.0 | 17.0 |  |  |  |  |  |  |
| Maquera Consultores           | 12–13 oct 2018    | 1850 | 45.0 | 55.0 | 10.0 |  |  |  |  |  |  |

#### Preferencias de voto
La siguiente tabla enumera las preferencias de voto en bruto (incluyendo blancos, viciados y sin respuesta) y no ponderadas.
|                               |                   |      |      |      |      |    |      |  |  |  |  |
| Elecciones regionales de 2018 | 9 dic 2018        | —    | 53.1 | 36.4 | 10.5 | –  | 16.7 |  |  |  |  |
|                               |                   |      |      |      |      |    |      |  |  |  |  |
| Maquera Consultores           | 29 nov–1 dic 2018 | 1500 | 29   | 42   | –    | 29 | 13   |  |  |  |  |
| Maquera Consultores           | 14–15 nov 2018    | 1200 | 25   | 36   | –    | 39 | 11   |  |  |  |  |
| Maquera Consultores           | 12–13 oct 2018    | 1850 | 23   | 28   | –    | 49 | 5    |  |  |  |  |

### Primera vuelta

#### Intención de voto
La siguiente tabla enumera las estimaciones ponderadas (sin incluir votos en blanco y nulos) de la intención de voto.
|                               |                |     |      |      |      |      |     |      |      |  |  |
| Elecciones regionales de 2018 | 7 oct 2018     | —   | 24.5 | 22.1 | 12.8 | 10.7 | 8.4 | 6.1  | 2.4  |  |  |
|                               |                |     |      |      |      |      |     |      |      |  |  |
| Ipsos Perú/América            | 7 oct 2018     | ?   | 23.8 | 20.6 | 11.5 | 11.2 | –   | –    | 3.2  |  |  |
| Datum Internacional/Latina    | 7 oct 2018     | ?   | 24.6 | 23.5 | 11.5 | 10.9 | –   | –    | 0.9  |  |  |
| Ipsos Perú/América            | 7 oct 2018     | ?   | 28.7 | 21.8 | 6.2  | 13.2 | –   | –    | 6.9  |  |  |
| Datum Internacional/Latina    | 7 oct 2018     | ?   | 29.1 | 21.7 | 12.5 | 11.4 | 5.9 | 4.4  | 7.4  |  |  |
| Maquera Consultores           | 7 oct 2018     | ?   | 27.0 | 16.0 | –    | 8.0  | –   | 10.0 | 11.0 |  |  |
| Maquera Consultores           | 29–30 sep 2018 | 350 | 18.0 | 16.0 | 11.0 | 16.0 | 8.0 | 16.0 | 2.0  |  |  |
| Maquera Consultores           | 20–21 sep 2018 | 350 | 22.0 | 17.0 | 6.0  | 20.0 | 3.0 | 17.0 | 2.0  |  |  |

#### Preferencias de voto
La siguiente tabla enumera las preferencias de voto en bruto (incluyendo blancos, viciados y sin respuesta) y no ponderadas.
| Encuestadora/Medio            | Fecha          | Muestra | Juan Imura | Luis Hidalgo | Freddy Vracko | César Chía | Mayra Hermoza | Julio Luna | B/V  | NS/NO | Dif. |  |  |  |
| ----------------------------- | -------------- | ------- | ---------- | ------------ | ------------- | ---------- | ------------- | ---------- | ---- | ----- | ---- |  |  |  |
| Encuestadora/Medio            | Fecha          | Muestra |            |              |               |            |               |            |      |       |      |  |  |  |
| Elecciones regionales de 2018 | 7 oct 2018     | —       | 18.4       | 16.6         | 9.6           | 8.1        | 6.3           | 4.6        | 24.7 | –     | 1.8  |  |  |  |
|                               |                |         |            |              |               |            |               |            |      |       |      |  |  |  |
| Maquera Consultores           | 29–30 sep 2018 | 350     | 17         | 15           | 10            | 15         | 7             | 15         | –    | 7     | 2    |  |  |  |
| Maquera Consultores           | 20–21 sep 2018 | 350     | 19         | 15           | 5             | 17         | 3             | 15         | –    | 13    | 2    |  |  |  |

## Resultados

### Gobierno Regional de Madre de Dios
| Candidatos           | Candidatos              | Partidos y coaliciones                              | Primera vuelta 7 oct 2018 | Primera vuelta 7 oct 2018 | Balotaje 9 dic 2018 | Balotaje 9 dic 2018 |  |
| Candidatos           | Candidatos              | Partidos y coaliciones                              | Votos                     | %                         | Votos               | %                   |  |
| -------------------- | ----------------------- | --------------------------------------------------- | ------------------------- | ------------------------- | ------------------- | ------------------- |  |
|                      | Luis Hidalgo Okimura    | Alianza para el Progreso (APP)                      | 13,241                    | 22.06                     | 40,213              | 59.37               |  |
|                      | Juan Imura Cjuno        | Movimiento Regional Fuerza por Madre de Dios (FMDD) | 14,695                    | 24.48                     | 27,521              | 40.63               |  |
|                      | Freddy Vracko Metzger   | Perú Patria Segura (PPS)                            | 7,678                     | 12.79                     |                     |                     |  |
|                      | César Chía Dávila       | Somos Perú (SP)                                     | 6,441                     | 10.73                     |                     |                     |  |
|                      | Mayra Hermoza Sovrino   | Perú Libertario (PL)                                | 5,017                     | 8.36                      |                     |                     |  |
|                      | Julio Luna Pérez        | Avanza País (AvP)                                   | 3,678                     | 6.13                      |                     |                     |  |
|                      | Franz D'Olmos Campos    | Democracia Directa (DD)                             | 3,667                     | 6.11                      |                     |                     |  |
|                      | Wilian Quispe Layme     | Perú Nación (PN)                                    | 2,087                     | 3.48                      |                     |                     |  |
|                      | Héctor Mamio Imano      | Juntos por el Perú (JP)1                            | 1,653                     | 2.75                      |                     |                     |  |
|                      | Julio Samaniego Monzón  | Unión por el Perú (UPP)                             | 1,207                     | 2.01                      |                     |                     |  |
|                      | Marío Villanueva Moreno | Partido Popular Cristiano (PPC)                     | 669                       | 1.11                      |                     |                     |  |
|                      |                         |                                                     |                           |                           |                     |                     |  |
| Total                | Total                   | Total                                               | 60,033                    |                           | 67,734              |                     |  |
|                      |                         |                                                     |                           |                           |                     |                     |  |
| Votos válidos        | Votos válidos           | Votos válidos                                       | 60,033                    | 75.33                     | 67,734              | 89.48               |  |
| Votos en blanco      | Votos en blanco         | Votos en blanco                                     | 10,119                    | 12.70                     | 1,639               | 2.17                |  |
| Votos nulos          | Votos nulos             | Votos nulos                                         | 9,537                     | 11.97                     | 6,328               | 8.36                |  |
| Votos emitidos       | Votos emitidos          | Votos emitidos                                      | 79,689                    | 76.83                     | 75,701              | 72.98               |  |
| Abstenciones         | Abstenciones            | Abstenciones                                        | 24,035                    | 23.17                     | 28,041              | 27.02               |  |
| Votantes registrados | Votantes registrados    | Votantes registrados                                | 103,724                   |                           | 103,724             |                     |  |
|                      |                         |                                                     |                           |                           |                     |                     |  |
| Fuente:              |                         |                                                     |                           |                           |                     |                     |  |

### Consejo Regional de Madre de Dios
| |                                                     |              |              |              |         |         |  |
| Partidos y coaliciones                                                                                      | Partidos y coaliciones                              | Voto popular | Voto popular | Voto popular | Escaños | Escaños |  |
| Partidos y coaliciones                                                                                      | Partidos y coaliciones                              | Votos        | %            | ±pp          | Total   | +/−     |  |
| | Movimiento Regional Fuerza por Madre de Dios (FMDD) | 12,085       | 22.82        | +9.95        | 2       | +1      |  |
| | Alianza para el Progreso (APP)                      | 10,197       | 19.25        | Nuevo        | 2       | +2      |  |
| | Perú Patria Segura (PPS)                            | 6,134        | 11.58        | Nuevo        | 2       | +2      |  |
| | Somos Perú (SP)                                     | 5,516        | 10.41        | Nuevo        | 1       | +1      |  |
| | Perú Libertario (PL)                                | 3,841        | 7.25         | Nuevo        | 1       | +1      |  |
| | Avanza País (AvP)                                   | 3,258        | 6.15         | Nuevo        | 0       | ±0      |  |
| | Democracia Directa (DD)                             | 3,196        | 6.03         | –18.63       | 1       | –2      |  |
| | Todos por el Perú (TPP)                             | 2,056        | 3.88         | Nuevo        | 0       | ±0      |  |
| | Juntos por el Perú (JP)1                            | 1,895        | 3.58         | –2.39        | 0       | ±0      |  |
| | Perú Nación (PN)                                    | 1,352        | 2.55         | Nuevo        | 0       | ±0      |  |
| | Fuerza Popular (FP)                                 | 1,164        | 2.20         | Nuevo        | 0       | ±0      |  |
| | Siempre Unidos (SU)                                 | 1,002        | 1.89         | –0.95        | 0       | ±0      |  |
| | Unión por el Perú (UPP)                             | 986          | 1.86         | –2.65        | 0       | ±0      |  |
| | Vamos Perú (VP)                                     | 286          | 0.54         | Nuevo        | 0       | ±0      |  |
| |                                                     |              |              |              |         |         |  |
| Total | Total                                               | 52,968       |              |              | 9       | ±0      |  |
| |                                                     |              |              |              |         |         |  |
| Votos válidos                                                                                               | Votos válidos                                       | 52,968       | 66.47        | –6.11        |         |         |  |
| Votos en blanco                                                                                             | Votos en blanco                                     | 19,390       | 24.33        | +2.43        |         |         |  |
| Votos nulos                                                                                                 | Votos nulos                                         | 7,331        | 9.20         | +3.67        |         |         |  |
| Votos emitidos                                                                                              | Votos emitidos                                      | 79,689       | 76.83        | –5.16        |         |         |  |
| Abstenciones                                                                                                | Abstenciones                                        | 24,035       | 23.17        | +5.16        |         |         |  |
| Votantes registrados                                                                                        | Votantes registrados                                | 103,724      |              |              |         |         |  |
| |                                                     |              |              |              |         |         |  |
| Fuente: |                                                     |              |              |              |         |         |  |
| Notas al pie: 1 Comparado con los resultados del Partido Humanista Peruano (PHP) en las elecciones de 2014. |                                                     |              |              |              |         |         |  |
| Notas al pie:                                                                                               |                                                     |              |              |              |         |         |  |
| 1 Comparado con los resultados del Partido Humanista Peruano (PHP) en las elecciones de 2014.               |                                                     |              |              |              |         |         |  |

#### Resultados por provincia
| Provincia | FMD  | FMD | APP  | APP | PPS  | PPS  | SP   | SP   | PL   | PL  | AvP | AvP  | DD  | DD   | TPP | TPP | JP  | JP  |   |
| Provincia | %    | E   | %    | E   | %    | E    | %    | E    | %    | E   | %   | E    | %   | E    | %   | E   | %   | E   |   |
| --------- | ---- | --- | ---- | --- | ---- | ---- | ---- | ---- | ---- | --- | --- | ---- | --- | ---- | --- | --- | --- | --- | - |
| Provincia | Manu | 6.6 | –    | 9.3 | –    | 17.0 | 1    | 10.0 | –    | 8.7 | –   | 14.1 | –   | 23.3 | 1   | 0.7 | –   | 1.2 | – |
| Tahuamanu | 16.6 | –   | 24.0 | 1   | 11.7 | –    | 4.5  | –    | 19.5 | 1   | 3.7 | –    | 4.7 | –    | 0.9 | –   | 0.8 | –   |   |
| Tambopata | 25.4 | 2   | 20.1 | 1   | 10.9 | 1    | 11.0 | 1    | 6.0  | –   | 5.3 | –    | 3.9 | –    | 4.6 | –   | 4.1 | –   |   |
| Total     | 22.8 | 2   | 19.3 | 2   | 11.6 | 2    | 10.4 | 1    | 7.3  | 1   | 6.2 | –    | 6.0 | 1    | 3.9 | –   | 3.6 | –   |   |

### Autoridades electas
| Cargo                                               | Autoridad electa | Autoridad electa            | Partido | Partido                                      |
| --------------------------------------------------- | ---------------- | --------------------------- | ------- | -------------------------------------------- |
| Gobernador Regional de Madre de Dios                |                  | Luis Hidalgo Okimura        |         | Alianza para el Progreso                     |
| Vicegobernador Regional de Madre de Dios            |                  | Herlens Gonzales Enoki      |         | Alianza para el Progreso                     |
| Consejero Regional de Madre de Dios (por Manu)      |                  | Edgar López Chávez          |         | Democracia Directa                           |
| Consejero Regional de Madre de Dios (por Manu)      |                  | Paul Sequeiros Bermúdez     |         | Perú Patria Segura                           |
| Consejero Regional de Madre de Dios (por Tahuamanu) |                  | Jorge Honorato Pita Barra   |         | Alianza para el Progreso                     |
| Consejero Regional de Madre de Dios (por Tahuamanu) |                  | Marcial Tapullima Yuyarima  |         | Perú Libertario                              |
| Consejero Regional de Madre de Dios (por Tambopata) |                  | Pedro Wanger Cari Rodríguez |         | Movimiento Regional Fuerza por Madre de Dios |
| Consejero Regional de Madre de Dios (por Tambopata) |                  | Wilber Uchupe Flórez        |         | Movimiento Regional Fuerza por Madre de Dios |
| Consejera Regional de Madre de Dios (por Tambopata) |                  | Fátima Pizango Salazar      |         | Alianza para el Progreso                     |
| Consejero Regional de Madre de Dios (por Tambopata) |                  | Jorge Díaz Revoredo         |         | Somos Perú                                   |
| Consejero Regional de Madre de Dios (por Tambopata) |                  | Dany Celi Wiess             |         | Perú Patria Segura                           |